# Поліксена Гессен-Рейнфельс-Ротенбурзька
Поліксена Христина Йоганна Гессен-Рейнфельс-Ротенбурзька (нім. Polyxena von Hessen-Rheinfels-Rotenburg ; 21 вересня 1706, Лангеншвальбах — 13 січня 1735, Турин) — німецька принцеса, друга дружина короля Сардинії Карла Еммануїла III.

## Життєпис
Народилася 21 вересня 1706 року в родині Ернста Леопольда, ландграфа Гессен-Ротенбурзького, і його дружини Елеонори Левенштайн-Вертхаймської другою дитиною і першою донькою з десяти дітей. Поліксена належала до єдиної гілки правлячого Гессенського дому, який сповідував католицизм. З 1720 року Поліксена фактично була номінальною канонесою (жінкою, яка вела чернечий спосіб життя без дачі жодних обітниць) в Торнському абатстві.
Сім'я Поліксени була близька з Сардинським королем Віктором Амадеєм II, який в 1723 році запропонував укласти шлюбний союз між Поліксеною та його старшим сином Карлом Еммануїлом, принцом п'ємонтським. На той момент існувала інша претендентка на роль дружини принца — одна з дочок герцога Модени; проте переговори зайшли в глухий кут. Карл Еммануїл був вдівцем: його перша дружина, Анна Крістіна Зульцбаська, померла 12 березня 1723 року незабаром після народження сина Віктора Амадея. Анна Крістіна і Поліксена, молодша на два роки, були кузинами: Ернст Леопольд був рідним братом Марії Елеонори Гессен-Ротенбургзької, матері Анни Христини.
Офіційно про заручини було оголошено 2 липня 1724 року , а вже 23 липня в Ротенбурзі був укладений шлюб за дорученням. Незабаром після цього Поліксена відбула в Тонон-ле-Бен, Шабле, де 20 серпня відбулися урочистості з нагоди одруження. Син Карла Еммануїла був доручений турботам Поліксени. Принцеса прив'язалася до хлопчика і сильно горювала, коли він помер у серпні 1725 року. На той момент своїх дітей у Поліксени ще не було. Принцеса також зблизилася зі своєю свекрухою Анною Марією Орлеанською, яку двічі відвідувала на віллі делла Реджина.
У 1726 році Поліксена народила першу дитину — сина Віктора Амадея. Чотири роки по тому батько Карла Еммануїла відрікся від сардинського трону на користь сина. Однак пізніше Віктор Амадей оголосив про своє рішення повернутися на престол. Поліксена використовувала свій вплив на чоловіка, щоб той утримував батька в Монкальєрі, де до Віктора Амадея пізніше приєдналася його морганатична дружина Анна Каналіс ді Кумьяна, колишня Дама Опочивальні Поліксени.
Поліксена багато займалася благодійністю. У 1732 році вона відкрила в Турині будинок для молодих матерів, відремонтувала віллу делла Реджина, резиденцію Ступініджі і церкву Святого Джузеппе в Турині. Поліксена займалася перебудовою і поліпшенням будівель разом з Філіппо Юварою і популяризувала шинуазрі. Вона також була покровителькою художника Жана-Батиста Кросато.
В 1733 році Поліксена народила останню дитину — сина Карла, який прожив трохи більше п'яти місяців. У червні 1734 року Поліксена важко захворіла. Вона померла в Королівському палаці в Турині 13 січня 1735 року. Первісне місце поховання королеви невідоме; в 1786 році останки Поліксени були перепоховані в королівській базиліці Суперга .
Через два роки після смерті Поліксени Карл Еммануїл одружився втретє: його обраницею стала Єлизавета Терезія Лотаринзька, сестра майбутнього імператора Священної Римської імперії Франца I Стефана.
На честь Поліксени була названа Villa Polissena в Римі.

## Родина
Чоловік — Карл Еммануїл III, король Сардинії
Діти :
- Віктор Амадей Марія (26 червня 1726 — 16 жовтня 1796) — король Сардинії. Був одруженим з Марією Антонією Іспанською старшою дочкою іспанського короля Філіпа V і його другої дружини Єлизавети Фарнезе. У шлюбі народилося дванадцятеро дітей.
- Елеонора Марія Тереза (28 лютого 1728 — 14 листопада 1781) — у шлюбі не була, дітей не мала.
- Марія Луїза Габріелла (25 березня 1729 — 22 червня 1767) — у шлюбі не була, дітей не мала.
- Марія Феліціта Вікторія (19 березня 1730 — 13 травня 1801) — у шлюбі не була, дітей не мала.
- Еммануїл Філіберт (17 травня 1731 — 23 квітня 1735) — герцог Аостський.
- Карл Франческо Ромуальдо (23 липня — 28 грудня 1733) — герцог Шабле.